# Tall Rumman
Tall Rumman (arab. تل رمان) – wieś w Syrii, w muhafazie Al-Hasaka. W 2004 roku liczyła 354 mieszkańców.